# Ernie Shepard
Ernie „Shep“ Shepard, eigentlich Ernest Shepard junior, (* 19. Juli 1916 in Beaumont (Texas); † 23. November 1965 in Hamburg) war ein US-amerikanischer Jazzbassist.
Shepard spielte in den 1940er Jahren mit Gene Ammons, 1945 mit Dizzy Gillespie und Charlie Parker, mit dem Lem Davis Sextett, Eddie Heywood, Phil Moore, Stan Getz und Billy Eckstine. 1949 spielte er in New York mit Slim Gaillard. Danach war er in einem Rhythm & Blues Quartett in Chicago und spielte im Club von Shelly Manne in Los Angeles. 
1962 kam er im Orchester von Duke Ellington nach Europa. Das musste er aus Gesundheitsgründen beenden und zog 1964 nach Deutschland, wo er für Fernsehen und Rundfunk arbeitete. 
Er nahm unter anderem mit Phil Moore, Lem Davis, Bing Crosby, Frank Sinatra, den Andrews Sisters, Sonny Stitt, Gene Ammons, Eddie Heywood, Duke Ellington und dessen Solisten Johnny Hodges und Paul Gonsalves und mit Charlie Parker auf. Tom Lord verzeichnet 81 Aufnahmesessions von 1944 bis 1964 (Bass, Gesang).

## Lexikalischer Eintrag
- Carlo Bohländer, Karl Heinz Holler, Christian Pfarr: Reclams Jazzführer. 3., neubearbeitete und erweiterte Auflage. Reclam, Stuttgart 1989, ISBN 3-15-010355-X.